# Conrad Karl Friedrich von Andlau-Birseck

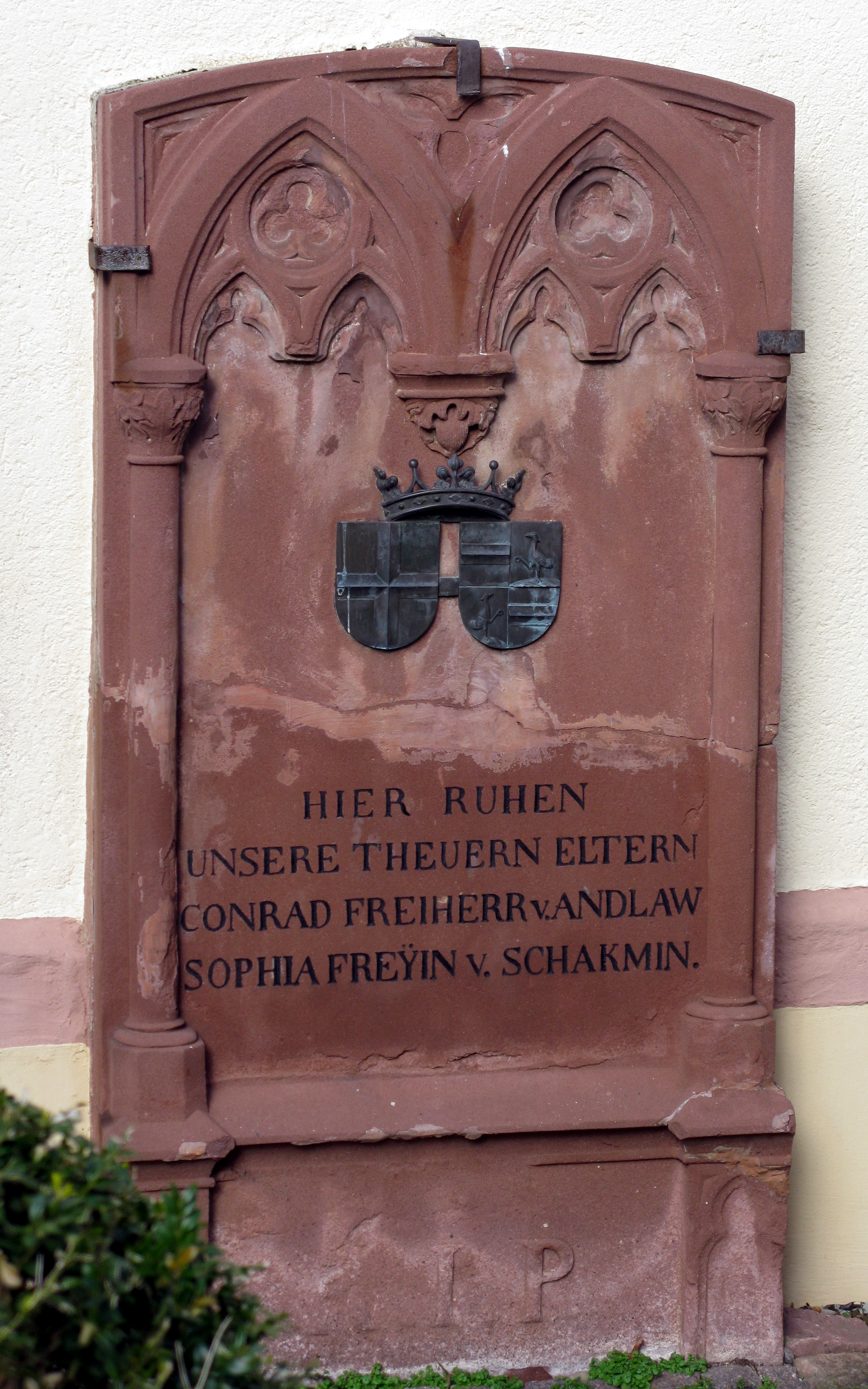
Sépulture de Conrad d'Andlau et de son épouse Sophia en l'église Martin-Luther de March-Hugstetten.

Conrad Karl Friedrich von Andlau-Birseck, en français Conrad Charles Frédéric d'Andlau-Birseck, né le 23 décembre 1766 à Arlesheim et mort le 25 octobre 1839 à Fribourg-en-Brisgau, est un homme politique badois. Il a été ministre de l'Intérieur et ministre d'État du grand-duché de Bade.

## Origines
Andlau-Birseck est le fils de Balbina von Staal (de) et de Konrad von Andlau-Birseck, ou de Franz Karl von Andlau selon une autre source.

## Biographie
Andlau-Birseck est officier de l'Armée française de 1770 à 1791. Pourtant, il intègre le régiment princier épiscopal d'Eptingen en 1780 et est promu sous-lieutenant en 1786. Il étudie le droit à Wurzbourg et devient assesseur du Conseil de la cour à Pruntrut. En outre, il est représentant de la noblesse à la Diète de la principauté épiscopale de Bâle.
Il fuit la Révolution française et se réfugie à Bienne en 1792 puis à Olten l'année suivante. En 1794, il trouve refuge à Fribourg, où il devient administrateur du Brisgau et de l'Ortenau en 1802. Après l'unification du grand-duché de Bade, Andlau-Birseck est nommé président du gouvernement à Fribourg en 1807, avant de devenir juge de cour. Ensuite, il officie comme commissair civil des troupes badoises à Vienne en 1809, puis comme envoyé à Paris de 1809 à 1810. En 1810, il participe à l'élaboration du contrat d'État entre la Bade et la Hesse et entre la Bade et le Wurtemberg. Il retourne ensuite en Bade, où il est ministre de l'Intérieur du 28 février 1810 au 11 avril 1813. En outre, il effectue un court mandat de ministre d'État. Il reprend son poste de juge de cour en 1813, avant d'être nommé gouverneur général de l'État de Franche-Comté, composé de la Franche Comté de Bourgogne, du département des Vosges et des principautés de Porrentruy et de Montbéliard, en 1814. Après la signature de la paix de Paris et le remaniement des frontières, son territoire administré est réduit à l'ancienne principauté épiscopale de Bâle. Andlau-Birseck aurait probablement essayé d'y établir un gouvernement sous sa direction. Andlau-Birseck est à nouveau juge de cour de 1817 jusqu'à l'armistice de 1833.

## Famille
En 1798, Andlau-Birseck épouse Sophie (Maria Sophia Helena Walpurga Crescentia) von Schakmin (de) (ou von Schackmin, de Jacquemin). Le couple a quatre enfants, dont Franz Xaver von Andlaw-Birseck (de) et Heinrich Bernhard von Andlaw-Birseck (de).